# 8233 Асада
8233 Асада (8233 Asada) — астероїд головного поясу, відкритий 5 листопада 1997 року.
Тіссеранів параметр щодо Юпітера — 3,511.